# Reevesia shangszeensis
Reevesia shangszeensis är en malvaväxtart som beskrevs av Hsue. Reevesia shangszeensis ingår i släktet Reevesia och familjen malvaväxter. Inga underarter finns listade i Catalogue of Life.